# Luciano De Paolis
Luciano De Paolis (Roma, 14 de junio de 1941) es un deportista italiano que compitió en bobsleigh en las modalidades doble y cuádruple.
Participó en dos Juegos Olímpicos de Invierno en los años 1968 y 1972, obteniendo dos medallas de oro en Grenoble 1968, en las pruebas doble y cuádruple. Ganó una medalla de oro en el Campeonato Mundial de Bobsleigh de 1970 y una medalla de oro en el Campeonato Europeo de Bobsleigh de 1969.

## Palmarés internacional
| Juegos Olímpicos   | Juegos Olímpicos     | Juegos Olímpicos | Juegos Olímpicos |
| Año                | Lugar                | Medalla          | Prueba           |
| ------------------ | -------------------- | ---------------- | ---------------- |
| 1968               | Grenoble (Francia)   | Medalla de oro   | Doble            |
| 1968               | Grenoble (Francia)   | Medalla de oro   | Cuádruple        |
| Campeonato Mundial |                      |                  |                  |
| Año                | Lugar                | Medalla          | Prueba           |
| 1970               | Sankt Moritz (Suiza) | Medalla de oro   | Cuádruple        |
| Campeonato Europeo |                      |                  |                  |
| Año                | Lugar                | Medalla          | Prueba           |
| 1969               | Cervinia (Italia)    | Medalla de oro   | Cuádruple        |